# کوه سفید (کوه)
کوه سفید رشته کوه بزرگی است به ارتفاع ۲۴۷۰ متر از سطح دریا و در جنوب شرقی بخش جناح  شهرستان بستک و در جنوب استان هرمزگان ایران واقع است.
این رشته کوه در بخش جناح  و در شمال لاور نادردون قرار دارد.
سلسله کوه‌های «کوه سفید» از طرف مغرب به بخش جناح و بیخهٔ فرامرزان، و از سمت مشرق تا بون کوه زیر و کوه لوز و بون کوه چهار برکه امتداد دارد.
از سمت شمال این کوه بزرگ پشتخه‌ها وغارها و اشکفتها و نرگهای بزرگی وجود دارد که جانوران درنده آن زندگی می‌کنند.
در قسمت شمالی این رشته کوه راه‌های پر پیچ وخم و ناهمواری وجود دارد که از طریق آن‌ها به قله کوه سفید می‌روند، در قسمت شمال غربی این کوه راهی است نیمه هموار که بنام (بَست رَه) معروف است، از این راه کوه نوردان به «قله» کوه سفید می‌روند.
در قله این کوه جنگلهای انبوهی از درخت برکو (بنه) بادام کوهی، کیهون، همچنین درختهای تنوهمندی وجود دارد مانند: کنار، نادر، سمر، سلم، وکلی وجود دارد.
در سینه این کوه بزرگ آودونهای فراوانی وجود دارد که آبش شیرین است، در سمت جنوب این رشته کوه دقیقاً در دل کوه جلگه ی لاور نادردون واقع شده‌است. این منطقه مملوه از درختان تنوه مند: کُور، کُنار، کِرت، سمر، کُوهِنگ، بنه و سَلَم است.

## شکارگاه خان بستک
و در جنوب شرقی کوه سفید یک درخت نخل کهن‌سالی است که سر بفلک کشیده‌است، این درخت خرما بنام «خُوَرُه خان» معروف است، روایت است که در دوران قدیم «خان بستک» در آنجا به شکار می‌رفته‌است. در کوه سفید مانند سایر کوه‌های بزرگ ایران حیوانات مختلفی وجود دارد، حیات وحش این کوه‌ها شامل آهو، بز کوهی، پلنگ، خرگوش، یوزپلنگ، روباه، گرگ، خوک، گراز، کفتار، شغال، خار پشت، وسایر حیوانات کوهی، و همچنین سایر پرندگان نیز وجود دارد مانند: کبک، شاهین، و قمری و بلبل و تیهو و غیره از پرندگان کوهی و صحرائی.
متأسفانه امروزه به دلیل نبودن نظارت کافی و شکار بی‌رویه و غیرمجاز، نسل اکثر این حیوانات در حال انقراض است.

## گیاهان دارویی
همچنین بر فراز دره‌های کوه سفید گیاهای دارویی وجود دارد مانند: انغوزه، آویشن، مرو تلخ، پونه، مرو خوش،
گونیس، اسوقدوس، سُرُه بَرزُه، بروز، خارشتر، خاکشور، دریمه، زرو، شربتو، کریشکو، کمو، گل عالی عمر، پُدُه، و دیگر گیاهایی که برای دارو وتداوی استفاده می‌شود.